# Mercenasco
Mercenasco (piemonti nyelven Mersnasch) egy észak-olasz község (comune) a Piemont régióban.

## Elhelyezkedés
Mercenasco Torinótól 47, Ivreától 14 km-re helyezkedik el. Területe nagyrészt dombvidék.